# Evangelische Kirche (Hintersteinau)

Hintersteinau, evangelische Kirche

Die Evangelische Kirche Hintersteinau ist ein denkmalgeschütztes Kirchengebäude in Hintersteinau, einem Ortsteil der Gemeinde Steinau an der Straße im Main-Kinzig-Kreis in Hessen. Die Kirche gehört zur Evangelischen Kirchengemeinde am Landrücken Kinzigtal im Kirchenkreis Kinzigtal im Sprengel Hanau-Hersfeld der Evangelischen Kirche von Kurhessen-Waldeck.

## Beschreibung
Die unverputzte neugotische Saalkirche wurde 1887 erbaut. Der Chorturm stammt im Kern vom Ende des 15. Jahrhunderts. Seinen achteckigen, schiefergedeckten, mit einer Laterne gekrönten Aufsatz, der die Turmuhr und hinter den als Biforien gestalteten Klangarkaden den Glockenstuhl beherbergt, erhielt er im 19. Jahrhundert. Das Erdgeschoss des Turms ist mit einem Kreuzrippengewölbe überspannt. 
Der Innenraum des Kirchenschiffs hat Emporen an drei Seiten. Die neugotische Kirchenausstattung ist komplett erhalten. 

## Orgel
Bereits 1695 wurde eine Orgel erworben, welche 1802 durch einen Orgelneubau von Johann Georg Oestreich aus Oberbimbach ersetzt wurde. Beide Orgeln sind nicht mehr erhalten. 1887 erfolgte ein Orgelneubau durch Wilhelm Ratzmann im neuen Kirchenraum, welche 1965 durch Bernhard Schmidt aus Gelnhausen umgebaut wurde. Im Jahr 2000 wurde das Instrument durch Otto Hoffmann aus Ostheim vor der Rhön umfangreich renoviert und in den Ursprungszustand zurückversetzt. Die Orgel besitzt 11 Register und passt sich mit ihrem neugotischen Prospekt gut in den Kirchenraum ein.
| I Hauptwerk C–f3 |        |
| Bordun           | 16′    |
| Prinzipal        | 8′     |
| Hohlflöte        | 8′     |
| Gambe            | 8′     |
| Oktave           | 4′     |
| Mixtur III       | 2 1⁄3′ |

| II Werk C–f3     |    |
| Lieblich Gedackt | 8′ |
| Salizional       | 8′ |
| Flauto dolce     | 4′ |

| Pedal C–d1 |     |
| Subbaß     | 16′ |
| Oktavbaß   | 8′  |

Koppeln: II/I, I/P